# Gary Mason (motociclista)
Gary Mason (Tamworth, 4 de maio de 1979) é um motociclista inglês que compete no British Superbike Championship.